# Rhogeessa genowaysi
Rhogeessa genowaysi är en fladdermusart som beskrevs av Baker 1984. Rhogeessa genowaysi ingår i släktet Rhogeessa och familjen läderlappar. IUCN kategoriserar arten globalt som starkt hotad. Inga underarter finns listade i Catalogue of Life.
Denna fladdermus förekommer i ett mindre område i sydvästra Mexiko. Den vistas där i tropiska skogar. Individerna börjar sin jakt på insekter tidigt under skymningen.